# Sân bay Lobito
Sân bay Lobito (IATA: LLT, ICAO: FNLB) là một sân bay ở Lobito, Angola.